# .hack//ZERO
『.hack//ZERO』（ドットハック ゼロ）は、横手美智子著による日本のライトノベル作品。バンダイのメディアミックスプロジェクトである.hackプロジェクトの作品の一つで、ストーリー上、アニメ『.hack//SIGN』とゲーム版『.hack』の間に位置している。
第1巻（Vol.1『ファントムペイン』）は2003年5月に発売されたが、続編で物語完結となる第2巻は一度は発売予告はされたものの延期されたままとなっており、.hackシリーズの中で唯一未完の作品となっている。

## あらすじ
主人公・カールは元々は普通にThe Worldを楽しむ一般的なプレイヤーだったが、悪質なプレイヤーの被害に遭ったことを切っ掛けにして様々な出来事を鬱積し、次第にこの世界に絶望感を抱いていく。それ以来は憎悪をもってThe Worldにログインし、次第に自らも悪意の下にPK（プレイヤーキル）を行ったり、不正行為であるチートなどにまで手を出し始めた。そんなすっかり荒みきった中で不思議なPC・楚良と出会い、彼に徐々に心惹かれてゆくようになる。 やがてアウラとの出会いを経て、カールはThe Worldの異常の中心に引き込まれていく。

## 登場人物
登場人物の大部分は他の作品と共通しているため「.hackシリーズの登場人物」で解説している。本作オリジナルキャラクターの映像作品への登場はなく、『.hack//Link』登場時に初めて声優が充てられた。
カール
声：三宅華也（Link）
本作の主人公。銀髪が印象的な長身の重斧使い。漆黒の衣と防具で身を包んでいる。 PC名の由来は、髭のおじさんがイメージキャラクターの有名な菓子商品より。結末は未だ書かれていないが最終的には、スケィスにDD（データドレイン）を見舞われ、意識不明の重体になる。その為ゲーム版では六人の未帰還者の中に彼女の存在が含まれている。
リアル（現実世界）での本名、仁村潤香。中学受験を控えた小学五年生の勝ち気な少女。東京都三鷹市在住。家庭は母と祖母の三人暮らし。男手は不在。父親は「The World」日本語版のチーフディレクターだった徳岡純一郎（彼については『.hack//Liminality』の項を参照）。潤香自身もその事は知っていたが、彼女にとって父親は概念としての存在以外の何者でもない。しかし潤香がThe Worldで体験した出来事と、更に父親がこの様なゲームを製作した後に退社と言う形でこの世界へ関わりを捨てていた事実が、彼女の心と身体を蝕んでいった。家庭内では聞き分けが良く、異常に小食で一日のカロリーの殆どをジャンクフードからとっていることを除けば手のかからない娘として振舞い、家の外の生活でもその態度は大人しい。しかしその内面は凄まじいまでに自虐的で、心から他人を信用することが出来ないでいる。
ソラ（楚良）

アルフ
声：後藤沙緒里（Link）
明るい気さくな呪紋使い。レアアイテムであるボストンタイプの眼鏡がトレードマーク。The Worldを始めて間もなく、当時は自分と同様に初心者であったカールと知り合いコンタクトを取り合う仲になる。ところがいつの頃からか、カールからの連絡や返信が皆無になってしまい、そうしていく中でいつしかカールに関する悪い噂を聞くことになる。見ている方が疲れるほどに明朗快活であるが、それは単に彼女が“アルフ”というPCをロールしているからに過ぎない。自分が持てる責任の限界を自覚し、The Worldへの関わり方に対する確固とした考えを持っている女の子。このネットゲームを通じて様々な人と知り合い、交友を深めていくのがアルフのこの世界での楽しみ方であるようだ。結末は書かれていないが最終的にはスケィスにDDを見舞われ意識不明の重体に陥る。その為ゲーム版では六人の未帰還者の中に名を連ねている。
リアルでは12歳の少女。学年等は不明。リアルのカールとは家が比較的近所とのこと。母親は地域活動を行っている有名人らしい。実は暗い女の子。
ジーク

昴

オルカ

バルムンク

アウラ

## 書籍情報
1. .hack//ZERO Vol.1 ファントム・ペイン 2003年5月30日発売[1] ISBN 978-4-04-419903-6